# 塞克利
塞克利（義大利語：Seclì），是意大利莱切省的一个市镇。总面积8平方公里，人口1953人，人口密度244.1人/平方公里（2009年）。ISTAT代码为075074。